# Élections sénatoriales de 2017 en Loir-et-Cher
Les élections sénatoriales en Loir-et-Cher ont lieu le dimanche 24 septembre 2017. Elles ont pour but d'élire les sénateurs représentant le département au Sénat pour un mandat de six années.

## Contexte départemental
Lors des élections sénatoriales de 2011 en Loir-et-Cher, deux sénateurs ont été élus : Jacqueline Gourault (MoDem) et Jeanny Lorgeoux (PS).
Depuis, tous les effectifs du collège électoral des grands électeurs ont été renouvelés, avec les élections législatives de 2017, les élections régionales de 2015, les élections départementales de 2015 et les élections municipales de 2014.

## Sénateurs sortants
| Sénateur | Sénateur            | Parti | Fonctions lors de l'élection en 2011                  |
| -------- | ------------------- | ----- | ----------------------------------------------------- |
|          | Jeanny Lorgeoux     | LREM  | Conseiller général, maire de Romorantin-Lanthenay     |
|          | Jacqueline Gourault | MoDem | Sénatrice sortante, maire de La Chaussée-Saint-Victor |

## Présentation des candidats et des suppléants
Les nouveaux représentants sont élus pour une législature de 6 ans au suffrage universel indirect par les 937 grands électeurs du département. En Loir-et-Cher, les sénateurs sont élus au scrutin majoritaire à deux tours. Leur nombre reste inchangé, deux sénateurs sont à élire. Ce sont les deux premiers candidats arrivés en tête du scrutin qui sont élus sénateurs. Chaque candidat doit désigner un suppléant. 
| T/S | Candidats | Candidats                  | Parti | Principale fonction                                                              |
| --- | --------- | -------------------------- | ----- | -------------------------------------------------------------------------------- |
| T   |           | Jean-Benoit Delaporte      | PCF   | Conseiller municipal de Blois                                                    |
| S   |           |                            | PCF   |                                                                                  |
| T   |           | Marylène De Rul            | PS    | Conseillère municipale de Blois                                                  |
| S   |           | Sébastien Dupont           | PS    |                                                                                  |
| T   |           | Gildas Vieira              | DVG   | Conseiller municipal de Blois                                                    |
| S   |           | Catherine Lévêque          | DVG   |                                                                                  |
| T   |           | Jeanny Lorgeoux            | LREM  | Sénateur sortant, maire de Romorantin-Lanthenay                                  |
| S   |           | Christelle Pellé           | MoDem | Maire d'Autainville                                                              |
| T   |           | Jacqueline Gourault        | MoDem | Sénatrice sortante, ministre, conseillère municipale de La Chaussée-Saint-Victor |
| S   |           | Jean-Paul Prince           | MoDem | Maire de La Ferté-Saint-Cyr                                                      |
| T   |           | Jean-Marie Janssens        | UDI   | Conseiller départemental, maire de Montrichard                                   |
| S   |           | Isabelle Gasselin          | LR    | Conseillère départementale, maire de La Ferté-Imbault                            |
| T   |           | Pascal Goubert de Cauville | LR    | Maire de Chaumont-sur-Tharonne                                                   |
| S   |           | Claire Granger             | LR    | Maire de Sasnières                                                               |
| T   |           | Michel Chassier            | FN    | Conseiller régional, conseiller municipal de Blois                               |
| S   |           | Mathilde Paris             | FN    | Conseillère régionale, conseillère municipale de Blois                           |

## Résultats
| Candidats                | Candidats                  | Parti                    | Nuance                   | Premier tour | Premier tour | Second tour | Second tour |
| Candidats                | Candidats                  | Parti                    | Nuance                   | Voix         | %            | Voix        | %           |
| ------------------------ | -------------------------- | ------------------------ | ------------------------ | ------------ | ------------ | ----------- | ----------- |
|                          | Jacqueline Gourault        | MoDem                    | MDM                      | 479          | 50,58        |             |             |
|                          | Jeanny Lorgeoux            | LREM                     | REM                      | 359          | 37,91        | 377         | 41,20       |
|                          | Jean-Marie Janssens        | UDI                      | UDI                      | 338          | 35,69        | 407         | 44,48       |
|                          | Pascal Goubert de Cauville | LR                       | LR                       | 232          | 24,50        | Retrait     | Retrait     |
|                          | Marylène De Rul            | PS                       | SOC                      | 113          | 11,93        | 76          | 8,31        |
|                          | Gildas Vieira              | SE                       | DIV                      | 88           | 9,29         | 33          | 3,61        |
|                          | Jean-Benoit Delaporte      | PCF                      | COM                      | 66           | 6,97         | Retrait     | Retrait     |
|                          | Michel Chassier            | FN                       | FN                       | 31           | 3,27         | 22          | 2,40        |
|                          |                            |                          |                          |              |              |             |             |
| Suffrages exprimés       | Suffrages exprimés         | Suffrages exprimés       | Suffrages exprimés       | 947          | 99,16        | 915         | 95,91       |
| Votes blancs             | Votes blancs               | Votes blancs             | Votes blancs             | 5            | 0,52         | 12          | 1,26        |
| Votes nuls               | Votes nuls                 | Votes nuls               | Votes nuls               | 3            | 0,31         | 27          | 2,83        |
| Total                    | Total                      | Total                    | Total                    | 955          | 100          | 954         | 100         |
| Abstention               | Abstention                 | Abstention               | Abstention               | 8            | 0,83         | 9           | 0,93        |
| Inscrits / participation | Inscrits / participation   | Inscrits / participation | Inscrits / participation | 963          | 99,17        | 963         | 99,07       |